# Hydroporus rufilabris
Hydroporus rufilabris är en skalbaggsart som beskrevs av Sharp 1882. Hydroporus rufilabris ingår i släktet Hydroporus och familjen dykare. Inga underarter finns listade i Catalogue of Life.